# هوكي الجليد في الألعاب الأولمبية
هوكي الجليد في الألعاب الأولمبية نظمت بطولة هوكي الجليد في الألعاب الأولمبية منذ سنة 1920. حيث تم تقديم بطولة الرجال في الألعاب الأولمبية الصيفية لعام 1920، ليتم نقلها بشكل دائم إلى برنامج الألعاب الأولمبية الشتوية منذ عام 1924، أقيمت البطولة النسائية لأول مرة في دورة الألعاب الأولمبية الشتوية لعام 1998.